# サーサーン朝

イラン帝国

 𐭠𐭩𐭥𐭠𐭭𐭱𐭲𐭥𐭩

西暦620年頃のサーサーン朝の最大版図

| 先代 | 次代                                                          |
| --- | ------------------------------------------------------------- |
| パルティア インド・パルティア王国 クシャーナ朝 アルメニア王国 イベリア王国 カフカス・アルバニア王国 エフタル ラフム朝 東ローマ帝国 | 正統カリフ クシャーノ・サーサーン朝 イベリア公国 ダブワイド朝 |
サーサーン朝（サーサーンちょう, ペルシア語: ساسانيان, ラテン文字転写: Sāsāniyān、 英語: Sassanid）は、イラン高原・メソポタミアなどを支配した王朝・帝国（226年 - 651年）。首都はクテシフォン（現在のイラク）。ササン朝、ササン朝ペルシアとも呼ばれる。
サーサーン朝は、数世紀前のアケメネス朝と同じくイラン高原ファールス地方から勃興した。その支配領域はエーラーン・シャフル（Ērān Šahr）と呼ばれ、おおよそアナトリア東部、アルメニアからアムダリア川西岸、アフガニスタンとトルクメニスタン、果てにウズベキスタン周辺まで及んだ。最大版図は現在のイランとイラクのすべてを包含し、地中海東岸（エジプトを含む）からパキスタンまで、そしてアラビア南部の一部からコーカサスと中央アジアまで広がっていた。
始祖アルダフシール（アルダシール1世）がゾロアスター教の神官階層から台頭したこともあり、様々な変遷はあったものの王族のサーサーン家はゾロアスター教と強い結びつきを持っていた。イスラム帝国によって滅亡後はペーローズ3世ら王族は軍事支援を求めて中国の唐王朝に逃れ、その庇護のもと亡命政府を組織した。
サーサーン朝の支配の時代はイランの歴史の最高点と考えられており、多くの点でイスラム教徒の征服とその後のイスラム化の前の古代イラン文化の最盛期であった。サーサーン朝は多様な信仰と文化を容認し、複雑で中央集権化された官僚制度を発展させた。また帝国の支配の正当化と統一力としてゾロアスター教を活性化させ、壮大な記念碑や公共事業を建設し、文化的および教育的機関を優遇した。サーサーン朝の文化的影響力は、領土の境界をはるかに超えて西ヨーロッパ、アフリカ 、中国、インドなどに広がり、ヨーロッパとアジアの中世美術の形成に大きな影響を与えた。ペルシャ文化はイスラム文化の多くの基礎となり、イスラム世界全体の芸術、建築、音楽、文学、哲学に影響を与えた。

## 名称
公式には、帝国はイラン帝国（パフラヴィー語: ērānšahr、パルティア語: aryānšahr）として知られていた。この用語は、王が「私はイラン帝国の支配者である」（パフラヴィー語: ērānšahrxwadāyhēm、パルティア語: aryānšahrxwadāyahēm）というシャープール1世のゾロアスターのカアバの碑文で最初に言及されている。
より一般的には、王朝はサーサーンにちなんで名付けられたという事実のために、歴史的・学術的な情報源ではサーサーン帝国として知られている。
日本語ではしばしばササン朝、ササン朝ペルシア、ササン朝ペルシャとも呼ばれる。単にペルシア帝国またはペルシャ帝国といった場合は、サーサーン朝もしくは数世紀前のアケメネス朝を指すことが多い。

## 歴史

### 起源
サーサーン朝の起源は不明な点が多い。サーサーン朝を開いたのはアルダシール1世だが、彼の出自は謎に包まれている。まず王朝の名に用いられるサーサーンが何者なのかもはっきりしない。サーサーンが王位に付いた証拠は現在まで確認されておらず、サーサーンに関する伝説も、アケメネス朝の後裔とするものやパールスの王族とするもの、神官とするものなどがある。アルダシールの父親パーパク（バーバク）はパールス地方の支配権を持った王であり、サーサーン朝が実際に独立勢力となったのは彼の時代である。彼はサーサーンの息子とも遠い子孫ともいわれる。しかし、バーバクは間もなくパルティアと戦って敗れ、結局パルティアの宗主権下に収まった。そしてバーバクの跡を継いだアルダシール1世がサーサーン朝を偉大な帝国として興すことになる。
アルダシール1世は西暦224年に即位すると再びパルティアとの戦いに乗り出し、エリマイス王国などイラン高原諸国を次々制圧した。同年4月にホルミズダガンの戦いでパルティア王アルタバヌス4世と戦って勝利を収め、「諸王の王」というアルサケス朝の称号を引き継いで使用した。この勝利によって、パルティアの大貴族がアルダシール1世の覇権を承認した。230年にはメソポタミア全域を傘下に納め、ローマ帝国セウェルス朝の介入を排してアルメニアにまで覇権を及ぼした。東ではクシャーナ朝・トゥーラーンの王達との戦いでも勝利を納め、彼らに自らの宗主権を承認させ、旧パルティア領の大半を支配下に置くことに成功した。

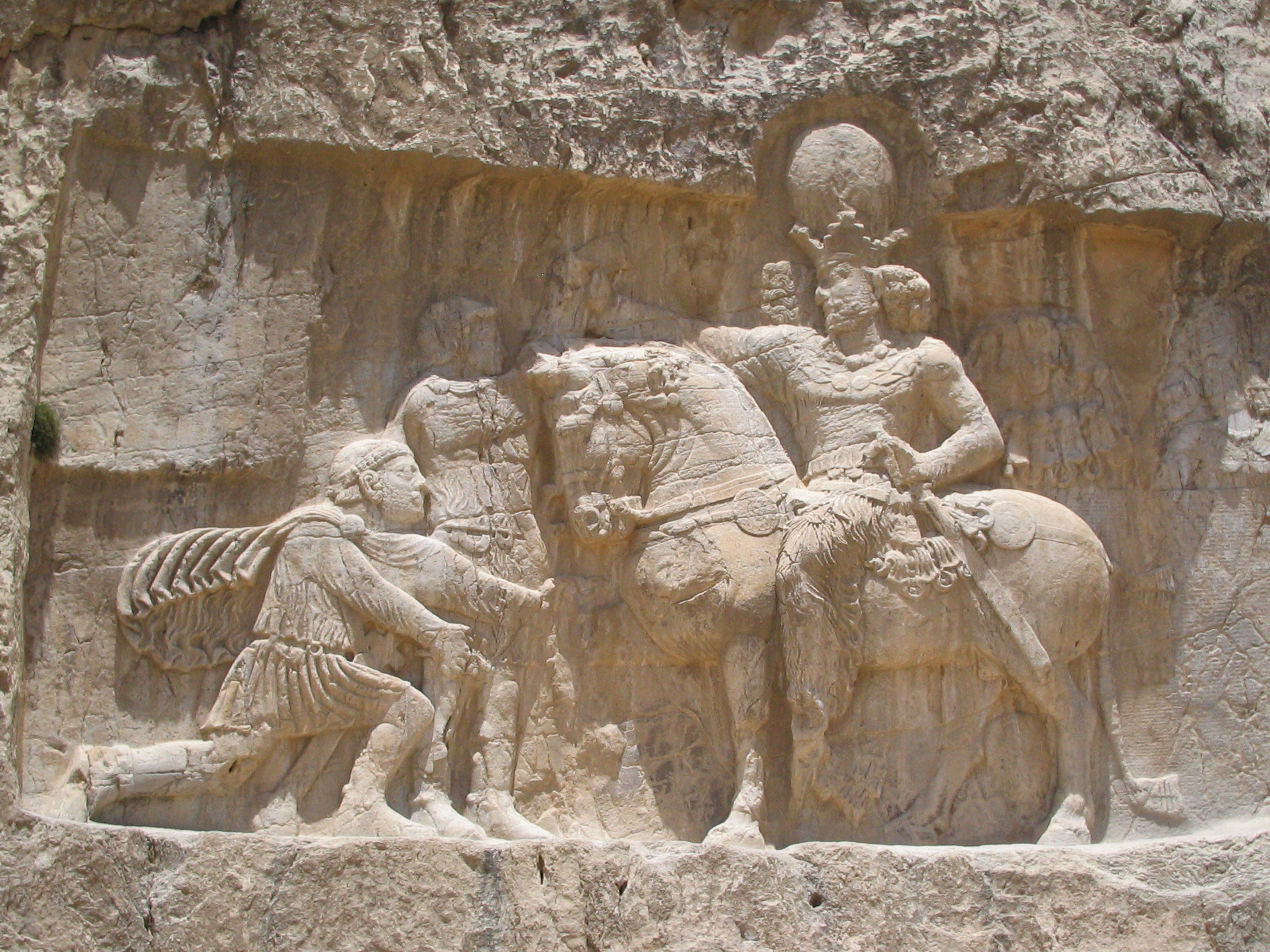
降服するウァレリアヌス帝らと騎乗のシャープール1世。ナクシェ・ロスタムの磨崖像より

以後、サーサーン朝とローマ諸王朝（東ローマ諸王朝）はサーサーン朝の滅亡まで断続的に衝突を繰り返した。アルダシール1世の後継者シャープール1世は、対ローマ戦で戦果を挙げた。244年、シリア地方の安全保障のためにサーサーン朝が占領していたニシビスなどの都市を奪回すべく、ゴルディアヌス3世がサーサーン朝へと侵攻した。これを迎え撃ったシャープール1世は、マッシナの戦いでゴルディアヌス3世を戦死させた。そして新皇帝フィリップスとの和平において、莫大な賠償金を獲得した。後に皇帝ウァレリアヌスが再度サーサーン朝と戦端を開いたが、シャープール1世は260年のエデッサの戦いで皇帝ヴァレリアヌスを捕虜にするという大戦果を収めた。シャープール1世は、馬上の自分に跪いて命乞いをするヴァレリアヌスの浮き彫りを作らせた。そしてこれ以後、「エーラーンとエーラーン外の諸王の王」（Šāhān-šāh Ērān ud Anērān）を号するようになった。

### 王位継承問題と弱体化

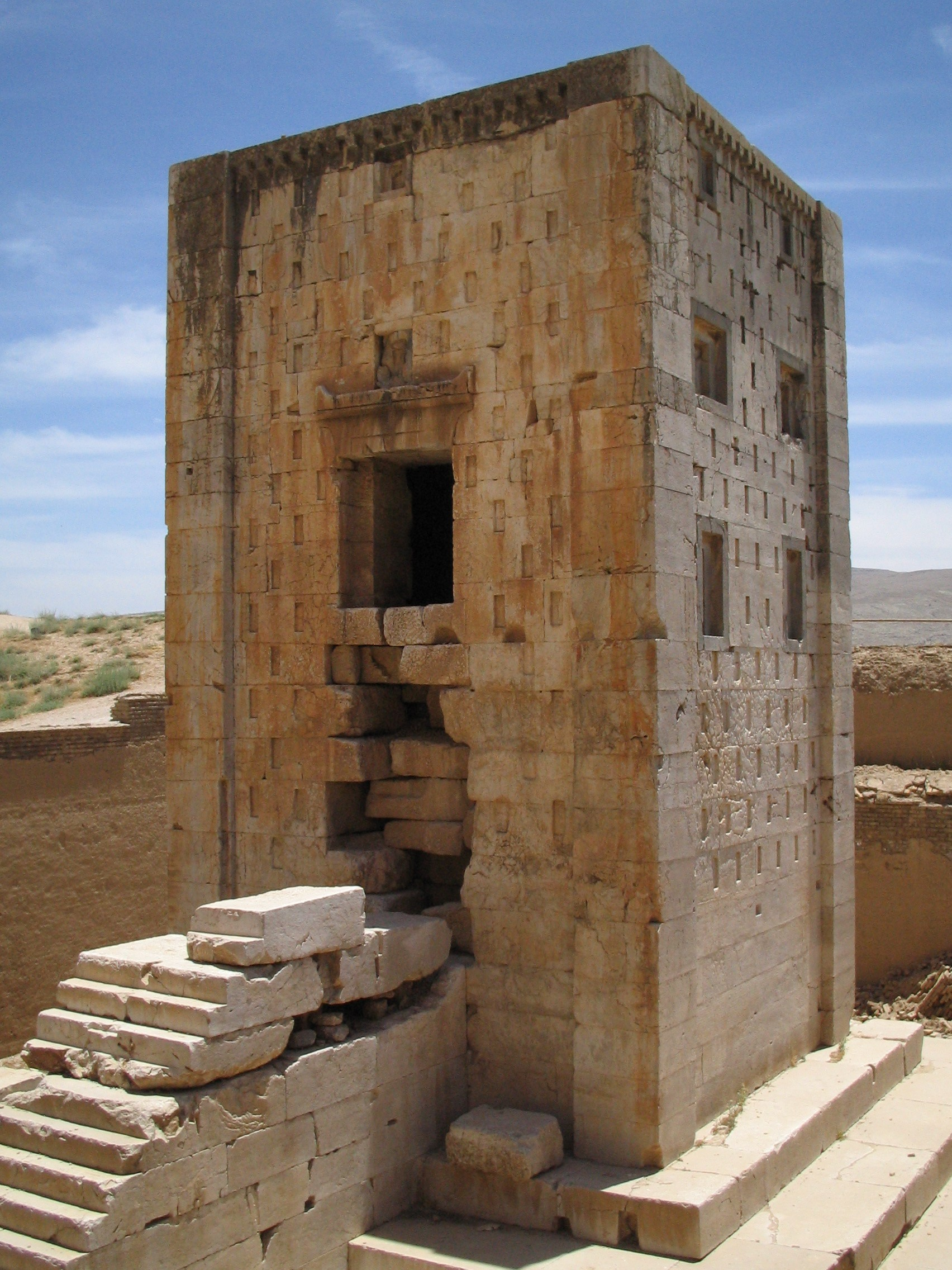
ナクシェ・ロスタムの「ゾロアスターのカアバ」:en:Ka'ba-i Zartosht と呼ばれる遺跡。建物の用途は不明だが、下部壁面にカルティールによって書かれた長大なパフラヴィー語碑文がある

シャープール1世の死後、長男ホルミズド1世（ホルミズド・アルダシール）が即位したが、間もなく死去したため次男バハラーム1世が即位した。バハラームの治世では、シャープール時代に祭司長となっていたカルティール（キルデール）が影響力を大幅に拡大した。絶大な権勢を振るった彼は、王と同じように各地に碑文を残し、マニ教・仏教・キリスト教などの排斥を進めた。マニ教の経典によれば、カルティールは教祖マニの処刑に関わっていた。
バハラーム1世の死後、その弟ナルセと、息子バハラーム2世との間で不穏な気配が流れた。バハラーム1世の生前に既にバハラーム2世が後継に指名されていたが、ナルセはこれに激しく反発した。しかし、カルティールや貴族の支持を得たバハラーム2世が即位した。バハラーム2世の治世にはホラーサーンの反乱や対ローマ敗戦などがあったが、ホラーサーンの反乱は鎮圧した。カルティールは尚も強い影響力を保持し続けた。バハラーム2世の死後、反カルティール派の中小貴族から支援されたナルセはクーデターによって王位についた。ナルセ1世は、メソポタミア西部やその他の州の奪回を目指して東ローマ軍と戦い、西メソポタミアを奪回した一方でアルメニアを喪失した。両国の間に和平協定が結ばれ、和平は40年間に渡って維持された。

### 統治体制の完成

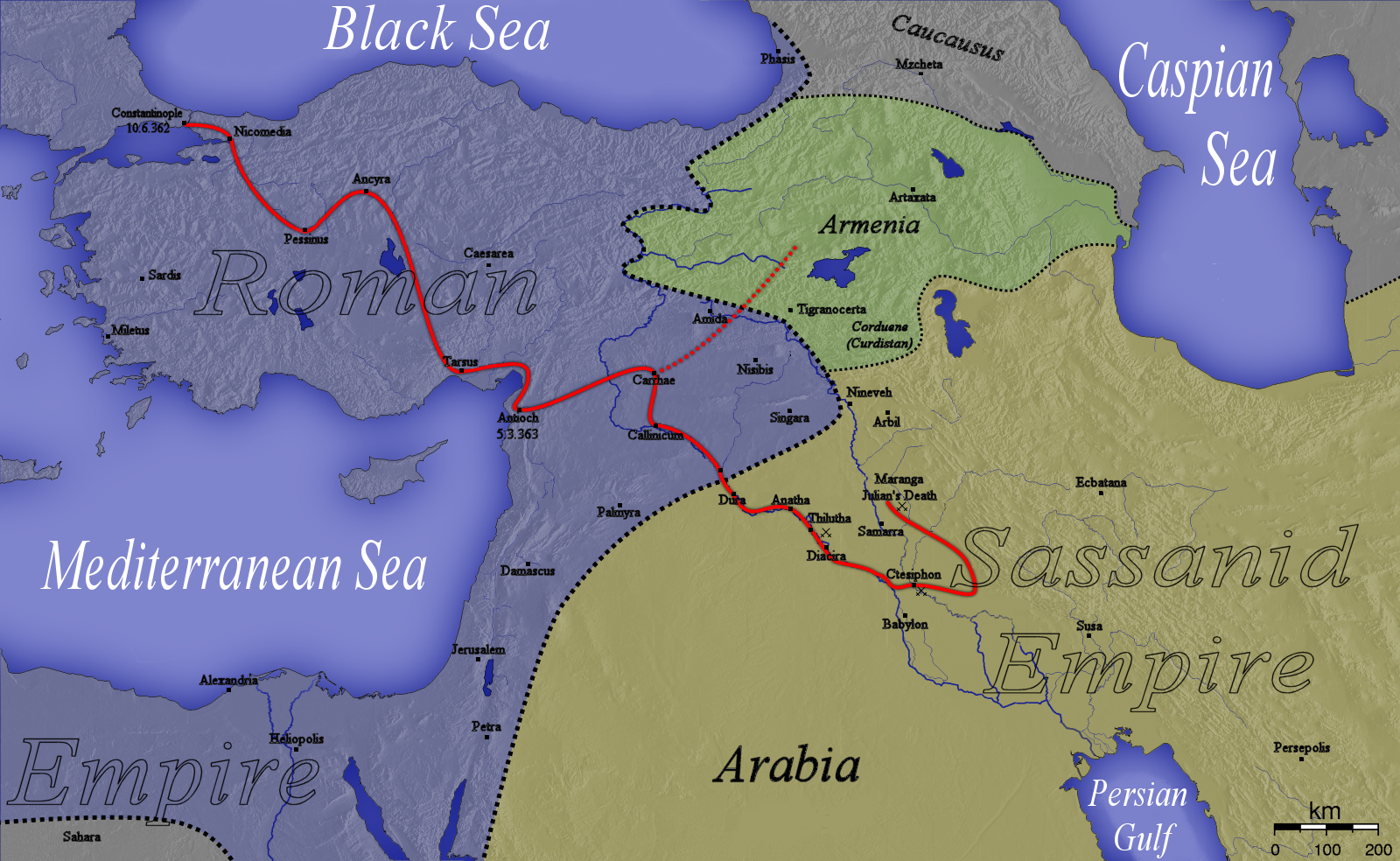
ローマ皇帝ユリアヌスの東方遠征（363年）

その後、王位はシャープール2世に引き継がれた。シャープール2世は胎児の時から即位が決まっており、彼の母親の腹の上に王冠が戴せられ、兄たちは殺害・幽閉された。こうしてシャープール2世は生誕と同時に即位し、サーサーン朝史上最長の在位期間を持つ王となった。少年時代は貴族達の傀儡として過ごしたが、長じると実権を握った。シャープール2世はスサの反乱を速やかに鎮圧し、城壁を破壊した。また前王の死後に領内に侵入していたアラブ人を撃退し、アラビア半島奥深くまで追撃して降伏させた。ローマ軍との戦いでは、363年にクテシフォンの戦いで侵攻してきた皇帝ユリアヌスを戦死させ、アルメニアの支配権を握った。東方のトゥーラーンではフン族の一派と思われる集団が侵入したが、シャープール2世は彼らを同盟者とすることに成功した。
対外的な成功を続けたシャープール2世は、領内統治では数多くの都市を再建し、各地に要塞・城壁を築いて外敵の侵入に備えた。またナルセ1世以来の宗教寛容策を捨て、ゾロアスター教の教会制度を整備し、キリスト教・マニ教への圧力を強めた。こうしてシャープール2世の治世では、サーサーン朝の統治体制が1つの完成を見たとされる。

### 中間期

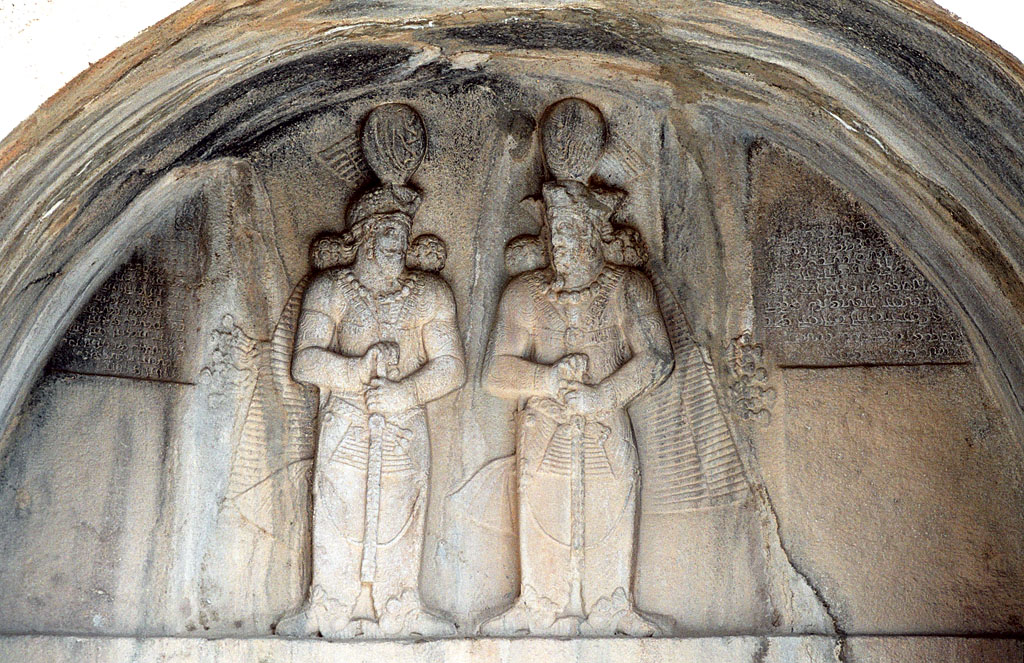
ターク・イ・ブスタン小洞のシャープール3世（左）とその父シャープール2世（右）の像。像の左上、右上に各々の像主についてパフラヴィー語碑文が書かれている

バハラーム4世の治世に入るとフン族が来襲したが、バハラーム4世は彼らと同盟を結んだ。バハラーム4世の死後、ヤズデギルド1世が即位した。ヤズデギルド1世は「罪人」の異名を与えられているが、その真の理由は分かっていない。友人にキリスト教徒の医師がいたためにキリスト教に改宗したからだとも言われ、またヤズデギルド1世の許可の下で410年にセレウキア公会議が開かれたためとも言われているが、ヤズデギルド1世がキリスト教徒に特別寛容であったかどうかは判然としていない。
ヤズデギルド1世の死後、再び王位継承の争いが起き、短命な王が続いた。その後、バハラーム5世が即位した。バハラーム5世は、ゾロアスター教聖職者の言を入れてキリスト教徒の弾圧を行ったため、多くのキリスト教徒が国外へ逃亡した。亡命者を巡って、サーサーン朝と東ローマ帝国テオドシウス朝の間で交渉が持たれたが、決裂した。422年にローマ・サーサーン戦争に敗北し、領内におけるキリスト教徒の待遇改善を約束した。

### エフタルの脅威

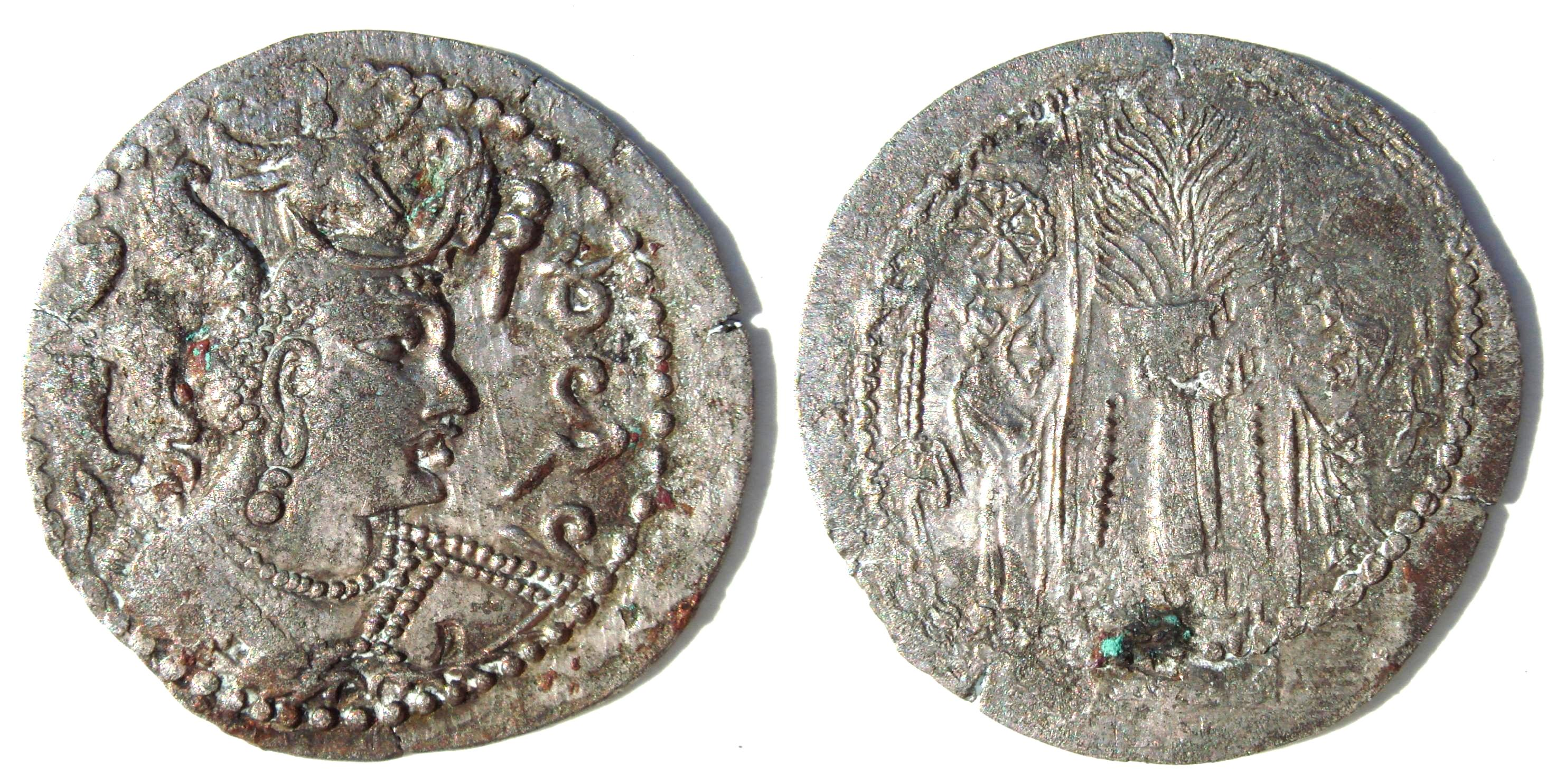
インド・エフタル ナプキ・マルカ王(c.475-576)の貨幣用合金ドラクマ

425年、東方からエフタルが侵入した。バハラーム5世はこれを抑え、サーサーン朝は中央アジア方面で勢力を拡大したが、以後エフタルがサーサーン朝の悩みの種となる。428年にアルサケス朝アルメニアが滅亡し、サーサーン朝アルメニアが成立。
バハラーム5世の跡を継いだ息子のヤズデギルド2世は、東ローマ帝国のテオドシウス2世と紛争（東ローマ・サーサーン戦争 (440年)）の後、441年に相互不可侵の約定を結んだ。443年にキダーラ朝との戦いを始め、450年に勝利を納めた。国内では、アルメニア人のキリスト教徒にゾロアスター教への改宗を迫り、動乱が発生した。東ローマ帝国のテオドシウス朝がアルメニアを支援したが、451年にヤズデギルド2世がアヴァライルの戦いで勝利し、キリスト教の煽動者を処刑して支配を固めた。
ヤズデギルド2世の治世末期より、強大化したエフタルはサーサーン朝への干渉を強めた。ヤズデギルド2世は東部国境各地を転戦したが、決定的打撃を与えることなく457年に世を去った。彼の二人の息子、ホルミズドとペーローズ1世は王位を巡って激しく争い、ペーローズ1世はエフタルの支援で帝位に就いた。
458年、サーサーン朝アルメニアでゾロアスター教への改宗を拒むマミコニアン家の王女が、夫Varskenに殺害された。サーサーン朝はエフタルの攻撃を受け東方に兵を振り向けていたため、イベリア王国の王ヴァフタング1世がこの争いに介入してVarskenも殺された。ペーローズ1世はアードゥル・グシュナースプを派遣したが、ヴァハン・マミコニアンが蜂起してヴァフタングに合流。アードゥル・グシュナースプは再攻撃を試みたが、敗れて殺された。
ペーローズ1世は、エフタルの影響力を排除すべく469年にエフタルを攻めたが、敗れて捕虜となり、息子のカワードを人質に差し出しエフタルに莫大な貢納をおこなう盟約を結んだ。旱魃により財政事情は逼迫し、484年に再度エフタルを攻めたが敗死した（ヘラートの戦い）。485年、ヴァハン・マミコニアンがサーサーン朝アルメニアのマルズバーンに指名される。
488年、人質に出ていたカワード1世がエフタルの庇護の下で帰国し、帝位に就いた（在位：488年–496年、498年-531年）。しかし、マズダク教の扱いを巡り貴族達と対立したため、幽閉されて廃位された。幽閉されたカワード1世は逃亡してエフタルの下へ逃れ、エフタルの支援を受け再び首都に乗り込み、498年に復位(重祚)した。同年、ネストリウス派総主教がセレウキア-クテシフォンに立てられた。カワード1世は、帝位継承に際して貴族の干渉を受けないことを目指し、後継者を息子のホスロー1世とした。
502年、カワード1世はエフタルへの貢納費の捻出のため東ローマ領へ侵攻し（アナスタシア戦争）、領土を奪うとともに領内各地の反乱を鎮圧した。526年に、イベリア戦争（526年–532年）が、東ローマ帝国・ラフム朝連合軍との間で行なわれた。530年、ダラの戦い、Battle of Satala。531年、Battle of Callinicum。

### 最盛期
カワード1世の後継者、ホスロー1世（在位：531年-579年）の治世がサーサーン朝の最盛期と称される。ホスロー1世は父の政策を継承して大貴族の影響力の排除を進め、またマズダク教制して社会秩序を回復させ、軍制改革にも取り組んだ。とりわけ中小貴族の没落を回避するため、軍備費の自己負担を廃止して武器を官給とした。一方で宗教政策にも力を入れ、末端にも聖火の拝礼を奨めるなど神殿組織の再編を試みた。
一方、東ローマ帝国ではキリスト教学の発展に伴う異教排除が進み、529年にはユスティニアヌス1世によってアテネのアカデミアが閉鎖された。これによって失業した学者が数多くサーサーン朝に移住し、ホスローは彼らのための施設を作って受け入れた。それ以前に、エジプトでも415年にヒュパティアがキリスト教徒により殺され、エジプトからも学者が数多くサーサーン朝に亡命した。この結果、ギリシア語・ラテン語の文献が多数翻訳された。

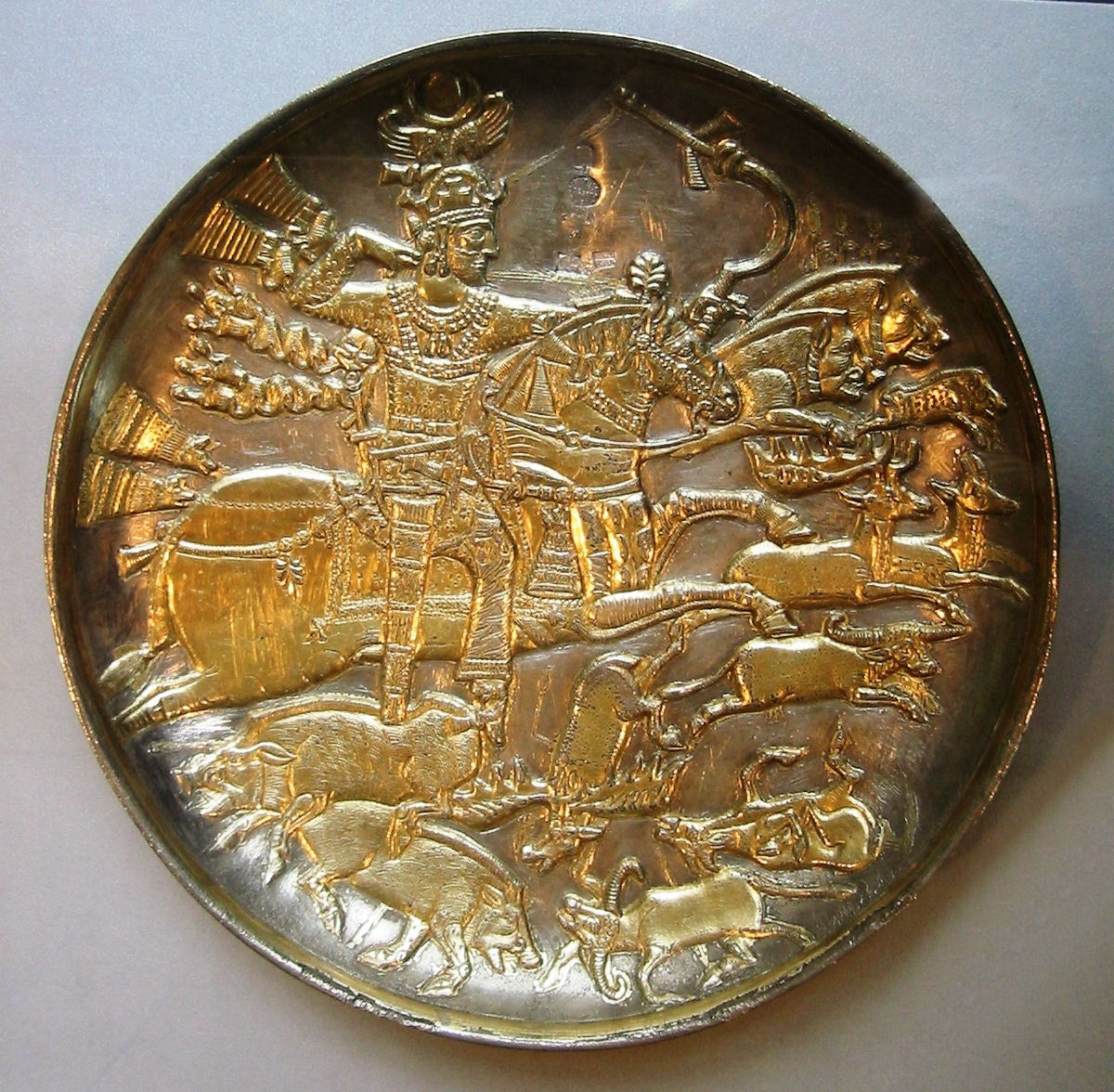
ホスロー1世の狩猟図を描いた銀盤

ホスロー1世からホスロー2世の時代にかけて、各地の様々な文献や翻訳文献を宮廷の図書館に収蔵させたと伝えられている。宗教関係では『アヴェスター』などのゾロアスター教の聖典類も書籍化され、この注釈など各種パフラヴィー語文書（『ヤシュト』）もこの時期に執筆された。『アヴェスター』書写のためアヴェスター文字も既存のパフラヴィー文字を改良して創制され、現存するゾロアスター教文献の基礎はこの時期に作成されたと考えられる。現存しないが、後の『シャー・ナーメ』の前身、古代からサーサーン朝時代まで続く歴史書『フワダーイ・ナーマグ』（Χwadāy Nāmag）は、この頃に編纂されたと思われる。
タバリーなどの後代の記録では、ホスロー1世の時代から（主にホスロー2世の時代にかけて）天文・医学・自然科学などに関する大量のパフラヴィー語（中期ペルシア語）訳のギリシア諸文献が宮廷図書館に収蔵されたことが伝えられており、さらに『パンチャ・タントラ』などのインド方面のサンスクリット諸文献も積極的に移入・翻訳されたという（この時期のインド方面からの文物の移入については、例えば、チェスがインドからサーサーン朝へ移入された経緯が述べられているパフラヴィー語のシャトランジの歴史物語『シャトランジ解き明かしの書』（チャトラング・ナーマグ、Chatrang-namak）もホスローと彼に仕えた大臣ブズルグミフル・イ・ボーフタガーン（ペルシア語: بُزُرْگْمِهْر بُخْتَگان、転写: Bozorgmehr-e Bokhtagan）の話である）。
5世紀前後からオマーンやイエメンといったアラビア半島へ遠征や鉱山開発などのため入植を行わせており、イラク南部のラフム朝などの周辺のアラブ系王朝も傘下に置いた。
ホスロー1世は、ユスティニアヌス1世の西方経略の隙に乗じて圧力を掛け貢納金を課し、また度々東ローマ領へ侵攻して賠償金を得た。ユスティニアヌス朝との間に50年間の休戦を結ぶと、558年に東方で影響力を拡大するエフタルに対して突厥西方（現イリ）の室点蜜と同盟を結び攻撃を仕掛け、長年の懸案だったエフタルを滅亡させた。一方でエフタルの故地を襲った突厥との友好関係を継続すべく婚姻外交を推し進めたが、588年の第一次ペルソ・テュルク戦争で対立に至り、結局エフタルを滅ぼしたものの領土拡張は一部に留まった。569年からビザンチンと西突厥は同盟関係となっていたことから、東ローマ・サーサーン戦争を引き起こした。

### 滅亡

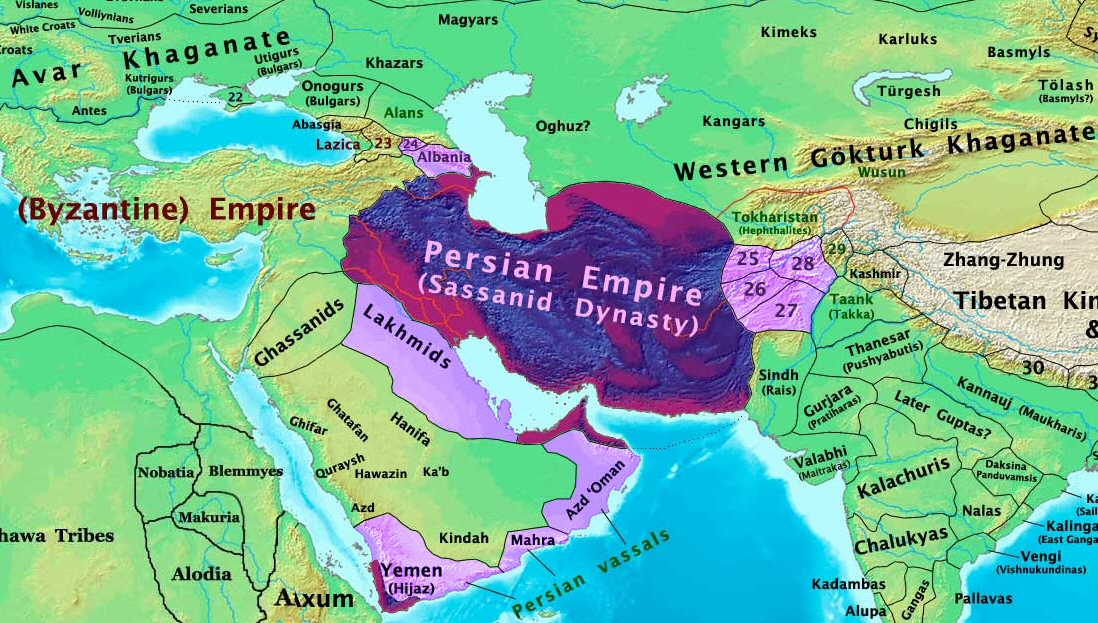
600年前後のサーサーン朝周辺

ホスロー1世の孫ホスロー2世は即位直後に、東方でバフラーム・チョービンの反乱が発生したため東ローマ国境付近まで逃走し、王位は簒奪された。東ローマのマウリキウスの援助で反乱を鎮圧したが、602年に東ローマの政変でマウリキウスが殺されフォカスが帝位を僭称すると、仇討を掲げて東ローマ・サーサーン戦争を開始した。フォカスは初戦で大勝を収めたが、610年にクーデターでヘラクレイオスが帝位に即き、ヘラクレイオス朝を興した。
連年のホスロー2世率いるサーサーン朝軍の侵攻によって、613年にはシリアのダマスカス、シリア、翌614年には聖地エルサレムを占領した（エルサレム包囲戦）。この時エルサレムから「真なる十字架」を持ち帰ったという。
615年にエジプト征服が始まり、619年に第二次ペルソ・テュルク戦争が起こった。621年にサーサーン朝はエジプト全土を占領し、アナトリアも占領して、アケメネス朝旧領域を支配地に組み入れた。一時はコンスタンティノープルも包囲し、ヘラクレイオス自身も故地カルタゴへ逃亡を計ろうとした。
しかし、622年にカッパドキアの戦いでヘラクレイオスが反撃へ転じ、被占領地を避け黒海東南部沿岸から直接中枢部メソポタミアへ侵入した。サーサーン朝はアヴァールと共同でヘラクレイオス不在の首都コンスタンティノポリスを包囲し、呼応して第三次ペルソ・テュルク戦争も起こったが、撃退される（コンスタンティノープル包囲戦）。
627年に、サーサーン朝軍はメソポタミアに侵攻したヘラクレイオス親征の東ローマ軍にニネヴェの戦いで敗北し、クテシフォン近郊まで進撃された。ホスロー2世の長年に渡る戦争と内政を顧みない統治で疲弊を招いていた結果、628年にクテシフォンで反乱が起こりホスロー2世は息子のカワード2世に裏切られ殺された。

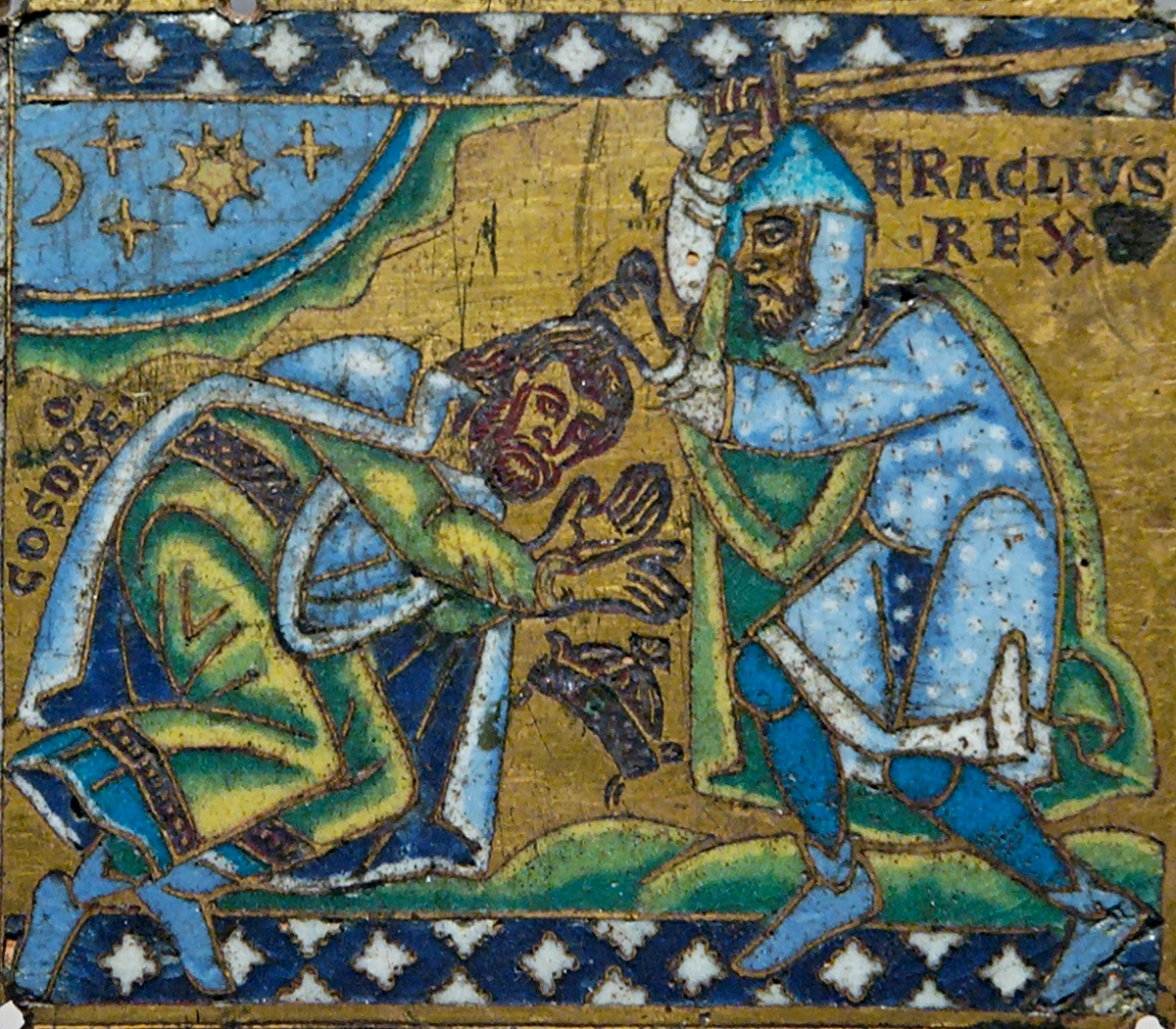
ホスロー2世を屈服させるヘラクレイオス1世。（十字架に描かれた七宝製画像。12世紀後半）

カワード2世は即位するとヘラクレイオス朝との関係修復のため聖十字架を返還したが、程なく病死して王位継承の内戦が発生した（サーサーン内乱）。長期に渡る混乱の末に、29代目で最後の王ヤズデギルド3世が即位した。しかしサーサーン朝の国力は内乱に加え、イラク南部におけるディジュラ・フラート河とその支流の大洪水に伴う流路変更と農業適地の消失（湿地化の進行）により消耗した。そこに新興の宗教イスラム教が勃興し、サーサーン朝は最期の時を迎えることになる。
アラビア半島に勃興したイスラム共同体は、勢力を拡大し東ローマ・サーサーン領へ侵入した。633年、ハーリド・イブン＝アル＝ワリード率いるイスラム軍が、イラク南部のサワード地方に侵攻（イスラーム教徒のペルシア征服）した。現地のサーサーン軍は敗れ、サワード地方の都市の多くは降伏勧告に応じて開城した。翌634年にハーリドがシリア戦線に去ると、イスラム軍は統率を失い、進撃は停滞した。ヤズデギルド3世は各所でこれらを破り、一時、サーサーン朝によるイラク防衛は成功するかに見えた。しかし、同年のアブー＝バクルの死によるカリフ（正統カリフ）のウマル・イブン・ハッターブへの交代と共に、ペルシア戦線におけるイスラム軍の指揮系統は一新された。636年のカーディシーヤの戦いで敗北し、首都クテシフォンが包囲されるに及んでヤズデギルド3世は逃亡、サーサーン朝領では飢饉・疫病が蔓延したという。クテシフォン北東のジャルーラーウで、ザグロス山脈周辺から軍を召集して反撃を試みたが、イスラム軍の攻撃を受け大敗した。
641年にヤズデギルド3世はライ、クーミス、エスファハーン、ハマダーンなどイラン高原西部から兵を徴集して6万とも10万とも言われる大軍を編成、対するウマルも軍営都市のバスラ、クーファから軍勢を招集する。
642年にニハーヴァンドの戦いでサーサーン軍とイスラム軍は会戦し、サーサーン軍は敗れた。敗戦後はエスファハーンからパールス州のイスタフルへ逃れたが、エスファハーンも643年から644年にかけてイスラム軍に制圧された。ヤズデギルド3世は再起を計って東方へ逃れケルマーンやスィースターンへ赴くが、現地辺境総督（マルズバーン）の反感を買って北へ逃れざるを得なくなり、ホラーサーンのメルヴへ逃れた。651年、ヤズデギルド3世はメルヴ総督マーフワイフの裏切りで殺害され、サーサーン朝は完全に崩壊した。東方に遠征駐屯していた王子ペーローズとその軍は、その地に留まり反撃の機会を窺った。さらに唐の助勢を求め、自ら長安まで赴いて亡命政府を設立したが、成功することはなかった。『旧唐書』には大暦6年（771年）に唐に真珠を献上した記録があり、この頃までは亡命政府は活動していたようである。
サーサーン朝の滅亡は、ムスリムにとってはイスラム共同体(帝国)が世界帝国へ発展する契機となった栄光の歴史として記憶された。

## 後世への影響
後期サーサーン朝では官僚的中央集権化が進み、その諸制度は後のアッバース朝などイスラム帝国に引き継がれた。また、後代にはサーサーン朝最後の君主ヤズデギルド3世の娘シャフル・バーヌーがシーア派の第3代イマーム・フサインの妻の一人となり、第4代イマーム・アリー・ザイヌルアービディーンの生母となった、といったものやサファヴィー朝の宗祖サイイド・サフィーユッディーン・イスハーク（1252/3年 - 1334年）がサーサーン王家の血を引いているなどの伝承が生まれた。
特にアッバース朝が衰退をはじめる10世紀以降もカスピ海南岸の地域ではズィヤール朝やマーザンダラーンのバーワンド家（Bawandids、8世紀-1349年）などサーサーン朝時代まで遡る名家が存在しており、この地域からイラン的な習俗を強く持ったブワイフ朝が勃興しイラクやイラン高原全域を席巻した。他の地域同様、アラブ征服時代以降にイラン方面まで進出したイスラム教の預言者ムハンマドの一族であるハーシム家などの後にサイイドと呼ばれる人々と婚姻を結んで来た歴史を持つ。

### 自国史の編纂

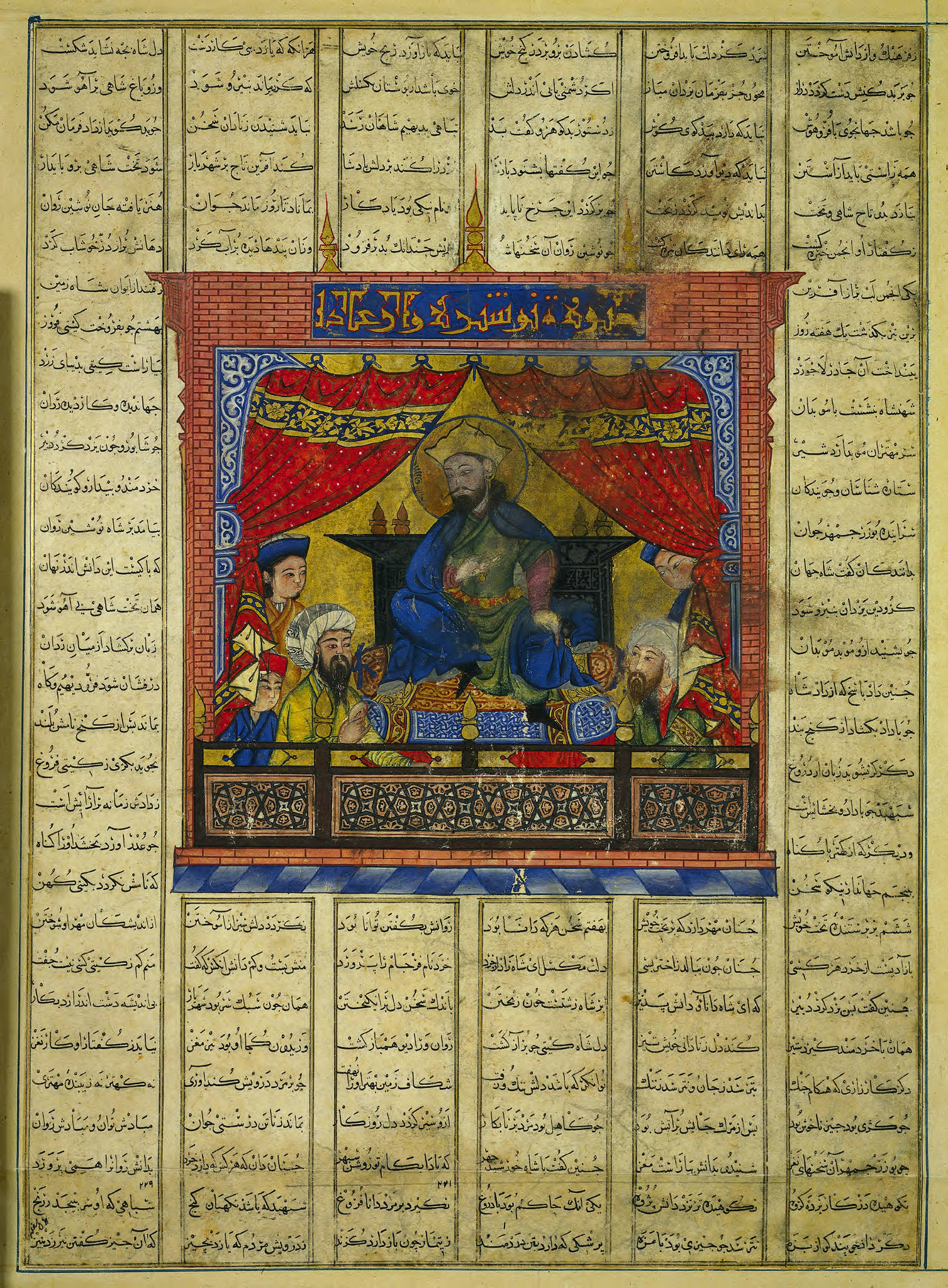
公正なるヌーシルラワーンことホスロー1世が大臣ブズルグミフルのために宴席を設ける。（イルハン朝時代の『シャー・ナーメ』の1写本。1330年作成）

サーサーン朝の歴史については、アッバース朝時代のウラマーであるタバリーがアラビア語で著した『諸使徒と諸王の歴史』収録の記事が、現存する「通史」としては最古である。他には、サーサーン朝の歴代君主が残した碑文群やマニ教文書、パフラヴィー語による行政文書などの史料群、パフラヴィー語・アルメニア語・シリア語・ギリシア語・ラテン語などの年代記・通貨などにより、歴史・実態・文化などが研究されている。
パルティア語やパフラヴィー文字碑文などはサーサーン朝草創期から存在しているが、現存するゾロアスター教文献などによると、古代イラン世界では文字は音声を物質化した賎しむべきものと見なされていたようで、古代からの伝承は神官（マギ）などが口伝で代々受継がれていくものとされていたという。その後、ホスロー1世の時代から世界中の知識を集積しようというイデオロギー的な動きが見られ、パフラヴィー文字を改良したアヴェスター文字の発明によりゾロアスター教文献書籍化の契機が生まれたと考えられている。これに関連して古代からサーサーン朝時代までの歴史も編纂する動きがあったようで、歴史書『フワダーイ・ナーマグ』（Χwadāy Nāmag）が製作されたと伝えられている。これがアッバース朝時代のタバリーなどのサーサーン朝史の原典となり、さらに後代のフェルドウスィーなどが著した歴史叙事詩『シャー・ナーメ』のルーツとなった。
そのため、現在のイラン民族にとってサーサーン朝が直接の国家的祖先と見なされている。これは近代化の影響だけでなく、そもそもサーサーン朝時代の歴史などを編纂し始めた王朝末期やアッバース朝時代には、すでにアケメネス朝時代は神話化・伝説化し、セレウコス朝時代・パルティア時代も殆ど忘れ去られていた状態だった。過去への歴史的憧憬は、神話時代を除くとペルシア文学ではサーサーン朝後期のホスロー1世の時代が特に賞揚されてきた伝統によっている。特にホスロー1世は「公正なるアヌーシルワーン」（「不滅なる霊魂」を意味する中期ペルシア語、アノーシャグ・ルワーン anōšag ruwān に由来するアラビア語の訛音）とも呼ばれ、統治者・君主の模範として仰がれた。ペルシア語の通用したアナトリア・イラン高原以東の地域では、フェルドウスィーの『シャー・ナーメ』の他に、ホスロー2世を題材にしたニザーミーの『ホスローとシーリーン』などペルシア語文芸とともにサーサーン朝時代についての知識が受容された。

## 文化
サーサーン朝で育まれた行政組織や文化は、後のイスラム時代にも多大な影響を残した。

### 銀貨
サーサーン朝では、直径3cmの大型で薄い高純度の銀貨を用いた、1ドラクム銀貨を数多く発行した。図柄は共通しており、片面には王冠をかぶった王の横顔胸像と王名等を示すパフラヴィー語での銘文、片面には拝火檀並びに2名の守衛像と、発行地・発行年を示すパフラヴィー語銘文を記している。
三蔵法師玄奘はペルシャ訪問の機会は無かったが、ペルシャの伝聞情報を得ていた。大唐西域記第11巻第20節には、波剌斯国（ペルシャ国）の記録として、「良い馬・駱駝が多く、貨幣は大銀銭を使用する」と記載した。中国の方孔円形銅貨と比べると、サーサーン朝の1ドラクム銀貨は美麗であり巨大である。
著名な貨幣学者マイケル・ミッチナーが編纂した「東洋貨幣とその価値 古代・古典期の世界」には、1ドラクム銀貨を中心にサーサーン朝の貨幣473点を収録しているが、近隣諸国でもサーサーンに類似した貨幣を多く発行した。サーサーンで発行された銀貨は、ソグド人などの中央ユーラシア社会における高額決済用の基軸通貨としても尊重された。

### 手工芸
ガラス器や銀製品などの工芸品は、世界史上に残る工芸品である。7世紀の日本に渡来した文物は、正倉院に今も収められている。またペルシャ錦といわれる織物が成立した。

### 料理
ホスロー2世時代に、絢爛豪華で洗練された宮廷料理が成立した。サーサーン朝滅亡後もアッバース朝イスラム帝国の上流階級に引き継がれ、後には南アジア、中東、北アフリカにまで影響を及ぼした。記録に残っている料理には、ケバブやブドウの葉のドルマが含まれている。

## 宗教
サーサーン朝時代は、西からキリスト教（ネストリウス派など）、東から仏教が伝来した。サーサーン朝はインド、クシャーナ朝、ローマ帝国、唐、突厥など当時の大国と係わりがあり、ユーラシア西部の文明の一大中心地であり十字路でもあった。このような素地の中で、キリスト教、ゾロアスター教、仏教などの世界宗教を総合するマニ教が誕生した。

### ゾロアスター教
サーサーン朝の国教

#### ズルワーン教
ズルワーン教はゾロアスター教に関連する宗教。善と悪は時間の神ズルワーンから生まれたと説いた。
紀元前4世紀ごろの小アジア・シリア・メソポタミア一帯で信仰されていたとみられる。サーサーン朝成立から5世紀にかけてギリシア語・ラテン語・アルメニア語・シリア語・アラビア語などの外国語資料が豊富に残っている。また、マニ教の教祖マニも最高神としてズルワーンに言及している。一方9～10世紀にかけてのゾロアスター教パフラヴィー語文献ではズルワーン主義に関する資料が残されておらず、後世に伝わる二元論的なゾロアスター教との関係は分かっていない。ズルワーン教に関しては以下のような説がある。
- 古代イラン神話の一形態 - ヘブライ大学教授シャーケードなど
- サーサーン朝初期～中期の保守本流 - コパンハーゲン大学教授アルトゥール・クリステンセンなど
- ゾロアスター教の異端 - メアリー・ボイスなど

### マニ教

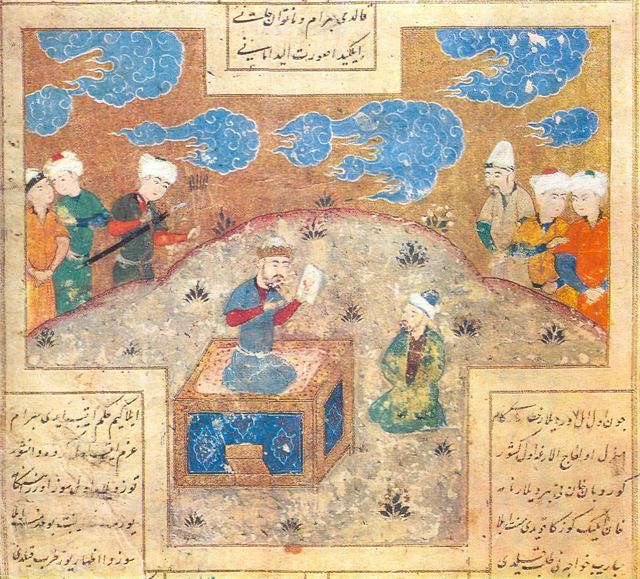
バハラーム1世に召され、自ら著述した画集教典を王に差し出す「絵師マニ」（16世紀、ミール・アリー・シール・ナヴァーイー作）

マニ教は、キリスト教・ゾロアスター教・仏教などの諸宗教を混合した世界宗教。教祖はマニ（216年頃 - 274年?）。
マニはアルサケス家の血を引くパルティア人で父と共にユダヤ教系キリスト教のグノーシス主義洗礼教団エルカサイ派に所属していた。24歳の時にエルカサイ派を離脱した彼は、父親や仲間たちと共にメソポタミア・メディア・インドなどを行き巡り、キリスト教・ゾロアスター教・仏教など諸宗教を混合した新興世界宗教（後にマニ教と呼ばれる）を開く。サーサーン家の人物まで改宗させた彼は、シャープール1世にも謁見し、廷臣として取り立てられた。そして自ら聖典を書き記し、教団の組織化と伝道活動に従事した。しかしシャープールの死後、ゾロアスター教神官カルティールが台頭し、マニは処刑されてしまう。
教祖の死後、マール・スィースィンが跡を継ぎ、アラブ人伝道にも成功するが、彼自身は殺されてしまう。その後、マニ教会の資料はほとんど残されておらず、キリスト教会に地盤を奪われたとみられている。

### マズダク教
マズダク教はカワード1世の宰相マズダクにより提唱された宗教。カワードは平等を説くマズダク教を利用してゾロアスター教神官団の抑え込もうとしたが、それにより混乱を深めた。

### キリスト教

19世紀ペルシアのアッシリア人（ネストリウス派）達

サーサーン朝に広まったキリスト教は、ローマ帝国で広がったヘレニズム的なキリスト教とは一線を画すシリア系キリスト教であった。彼らはイエスが使った言語であるアラム語（シリア語）を用い、パルティア時代からローマ帝国におけるキリスト教の文化的中心都市エデッサを起点に東方との交流を行っていた。
サーサーン朝にキリスト教が広まるきっかけとなったのは、260年にサーサーン朝がエデッサを占領してからである。またサーサーン朝に捕らえられたローマ兵にもキリスト教徒がおり、彼らを通して国内にキリスト教が広まるようになった。なお、キリスト教徒は一枚岩ではなく、文化的背景によって以下のグループに分かれ、それぞれ緊張関係にあった。
- クリスティヤーン - ギリシア文化圏のキリスト教徒。ローマ帝国のキリスト教主流派
- ナズラーイ - シリア文化圏のキリスト教徒。
- アーリア人のキリスト教徒

なお、当初のサーサーン朝はローマ帝国で迫害されるキリスト教に好意的で、布教は順調に進んだ。4世紀にはセレウキア-クテシフォンに府主教座が設けられた。
313年にローマ帝国でのキリスト教公認が行われると、サーサーン朝はキリスト教の迫害（339年-379年）に転じる。当時はアーリア人の間でもキリスト教が広まっており、ゾロアスター教を基盤とするサーサーン朝にとって死活問題であった。シャープール2世によって主導された弾圧はキリスト教徒の反乱と多くの殉教者を出した。

（参考）10世紀における東方教会の教会管区

ヤズデギルド1世の代になると、東ローマ帝国との関係改善のためにキリスト教徒の迫害が停止された。また、教会網が整備され、以下の6大教会が成立した。
- セレウキア-クテシフォン
- ベート・ラパト
- ニシビス
- プラット・マイシャーン
- アルベラ
- カルカード・ベート・スローク

しかし、ヤズデギルドの治世末期にはキリスト教会との衝突や、ゾロアスター教徒のキリスト教改宗が相次ぎ、再び迫害策（420年-484年）がとられた。また、ローマ帝国で異端とされた非カルケドン派（合性論派）とネストリウス派がサーサーン朝のキリスト教界に入り込み、事態はより複雑化した。5世紀半ばにはクテシフォンの府主教座が非カルケドン派に交代した。また、エデッサを追われたネストリウス派がニシビスに拠点を移した。ネストリウス派はローマ帝国と敵対する別種のキリスト教と解釈され、サーサーン朝と結びつき、クテシフォンの府主教座を獲得した（逆に非カルケドン派の府主教は処刑に追い込まれた）。ネストリウス派はサーサーン朝に公認された唯一のキリスト教として勢力を拡大し、クテシフォンの府主教座は東方総主教（カトリコス）の名称を用いるようになった。
ネストリウス派はニシビス一帯に神学校と修道院を整備したが、修道院制度と禁欲主義は元ゾロアスター教徒のアーリア人キリスト教徒たちにはなじまず、486年にはいったん廃止された。しかし文化的基盤であった修道院をなくすことはキリスト教会の文化的活力を低下させたため、シリア系キリスト教徒から反発を受けた。そのため6世紀には修道院制度が復活し、ネストリウス派神学が確立されていった。
キリスト教がサーサーン朝の領域に広まった理由として次の理由が挙げられる。
- 書物文化の発達 - キリスト教会はユダヤ人・ギリシア人の書物文化を受け継いでいたのに対し、ゾロアスター教神官団には碑文以外の書物文化が乏しく、6世紀まではセム系文字の借用に甘んじていた
- 聖典の確立 - シリア語訳『ディアテッサロン』（2世紀）、パフラヴィー語訳『詩編』（3～4世紀）、シリア語訳『聖書』（5世紀）など、キリスト教会は聖典翻訳を積極的に行っていた。特にパフラヴィー語訳『詩編』は新たに発明された書物用のパフラヴィー文字をもとに書かれており（それまでパフラヴィー文字は碑文用のものしかなかった）、6世紀まで口伝伝承しか持たなかったゾロアスター教神官団を圧倒していた（#自国史の編纂参考）。
- ヘレニズムの知的遺産 - キリスト教会はギリシア人の学問の成果を受け継いでおり、神学校・修道院でそれらを継承・発展させていった。そのため医者・学者・占星術師など知的職業に占めるキリスト教徒の割合が高くなり、これらの層からも宣教師が輩出された。なお、初期イスラム文化もキリスト教徒によるヘレニズム文化のシリア語訳に頼っていた。

これらの理由からキリスト教会はゾロアスター教神官団に対して知的優位に立つことができた。ホスロー1世のもとでゾロアスター教にギリシア哲学やインド哲学が取り入れられたり、キリスト教パフレヴィー文字を参考にアヴェスター文字が発明され、口伝『アヴェスター』とそのパフラヴィー語注釈『ザンド』が書籍化されたのも、キリスト教会に対抗するためであったとされている。

## 年表
- 208年：バーバクがパールス地方を統一。サーサーン朝の基礎を起こす。
- 226年：アルダシール1世がパルティア（アルサケス朝）を滅ぼし、イラン・イラクを統一。
- 240年頃：シャープール1世、クシャーナに遠征し、ガンダーラを奪う。
- 260年：シャープール1世、エデッサの戦いでローマ軍と戦い、ウァレリアヌスを捕える。
- 350年頃：シャープール2世、クシャーナを破り、再度征服。
- 363年：シャープール2世、ユリアヌスを敗死させる。
- 409年：キリスト教寛容令。
- 425年：エフタルの侵入。
- 428年：アルメニア王国を廃絶し、サーサーン朝の知事を置く。
- 484年：ペーローズ1世、 エフタルとの戦いで戦死。
- 540年：ホスロー1世、アンティオキアを占領。
- 567年：ホスロー1世、エフタルを滅ぼす。
- 575年：ホスロー1世、イエメンを占領。
- 616年：ホスロー2世、東ローマ領のシリア、エジプトを占領。
- 627年：ニネヴェの戦いで東ローマ・ヘラクレイオス朝のヘラクレイオスに敗れ、クテシフォン近郊への侵攻を許す。
- 628年：ホスロー2世暗殺、息子のカワード2世はヘラクレイオスと和睦、占領地を奪回される。
- 637年：カーディシーヤの戦いでイスラム軍に敗れ、クテシフォンを占領される。
- 642年：ハマダーン近くのニハーヴァンドの戦いで敗北。
- 651年：ヤズデギルド3世が逃亡先で暗殺され、サーサーン朝滅亡。

## 歴代君主

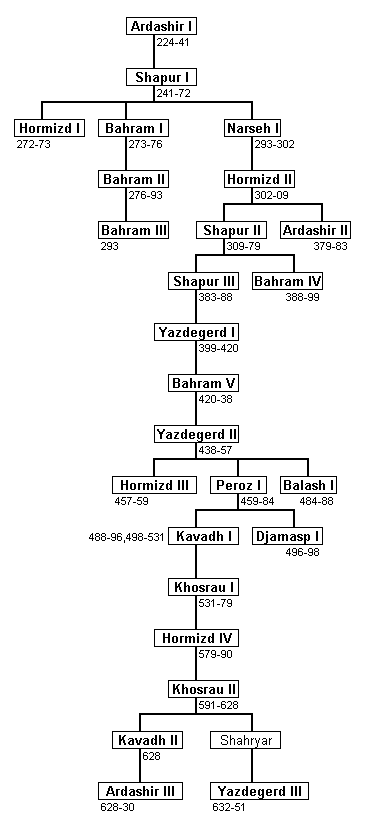
サーサーン朝系図

歴代君主の称号は全てシャーハンシャー（諸王の王）である。
1. アルダシール1世 （224年-241年）
2. シャープール1世 （241年-272年）
3. ホルミズド1世 （272年-273年）
4. バハラーム1世 （273年-276年）
5. バハラーム2世 （276年-293年）
6. バハラーム3世 （293年）
7. ナルセ1世 （293年-302年）
8. ホルミズド2世 （302年-309年）
9. アードゥルナルセ （309年）
10. シャープール2世 （309年-379年）
11. アルダシール2世 （379年-383年）
12. シャープール3世 （383年-388年）
13. バハラーム4世 （388年-399年）
14. ヤズデギルド1世 （399年-420年）
  - シャープール4世 （420年）
  - ホスロー （420年）
15. バハラーム5世 （420年-438年）
16. ヤズデギルド2世 （438年-457年）
17. ホルミズド3世 （457年-459年）
18. ペーローズ1世 （459年-484年）
19. バラーシュ （484年-488年）
20. カワード1世 （488年-497年、499年-531年）
21. ジャーマースプ （497年-499年）
22. ホスロー1世 （531年-579年）
23. ホルミズド4世 （579年-590年）
  - バハラーム6世（バハラーム・チョービン、590年-591年）
24. ホスロー2世 （590年-628年）
  - ヴィスタム （591年-595年）
25. カワード2世 （628年）
26. アルダシール3世 （628年-630年）
  - シャフルバラーズ （630年）
  - ホスロー3世（630年）
27. ボーラーンドゥフト （630年-631年、女帝）
  - ホルミズド5世（630年-631年）
28. ペーローズ2世
29. ホスロー4世
30. アーザルミードゥフト （631年-632年、女帝）
  - ホスロー5世 （632年?-632年?）
  - ホルミズド6世 （632年?-633年?）
31. ヤズデギルド3世 （632年-651年）
  - ペーローズ3世 （唐に亡命）